# Будки (Ельский район)
Будки (бел. Будкі) — деревня в Старовысоковском сельсовете Ельского района Гомельской области Белоруссии.

## География

### Расположение
В 20 км на запад от районного центра и железнодорожной станции Ельск (на линии Калинковичи — Овруч), в 197 км от Гомеля.

## Гидрография
На западе мелиоративный канал.

## Транспортная сеть
Рядом автодорога Старое Высокое — Ельск. Планировка состоит из прямолинейной улицы с 2 переулками. Жилые дома деревянные, усадебного типа.

## История
По письменным источникам известна с XIX века как хутор Мочалы-Будки в Мозырском уезде Минской губернии. Согласно переписи 1897 года в Скороднянской волости. В 1931 году жители вступили в колхоз. Во время Великой Отечественной войны в июле 1942 года оккупанты сожгли деревню и убили 2 жителей. 9 жителей погибли на фронте. В 1959 году в составе колхоза «Звезда» (центр — деревня Старое Высокое). Размещались клуб, библиотека.

## Население

### Численность
- 2004 год — 29 хозяйств, 60 жителей.

### Динамика
- 1897 год — 7 дворов, 61 житель (согласно переписи).
- 1908 год — 9 дворов.
- 1925 год — 17 дворов, 101 житель.
- 1940 год — 46 дворов, 176 жителей.
- 1959 год — 166 жителей (согласно переписи).
- 2004 год — 29 хозяйств, 60 жителей.